# دانتا دی کادوره
دانتا دی کادوره (به ایتالیایی: Danta di Cadore) یک کومونه در ایتالیا است که در استان بلونو واقع شده‌است.

## خصوصیات
دانتا دی کادوره ۸٫۰ کیلومترمربع مساحت و ۵۳۲ نفر جمعیت دارد و ۱٬۳۹۸ متر بالاتر از سطح دریا واقع شده‌است.